# Die Irrfahrten des Herkules
Die Irrfahrten des Herkules (Originaltitel: Goliath contro i giganti) ist ein 1961 entstandener mythologischer Abenteuerfilm, den Guido Malatesta inszenierte. Deutsche Erstaufführung war am 8. Dezember 1961.

## Inhalt
Bokan ist ein verschlagener Mann, der sich unrechtmäßig des Thrones von Beirath bemächtigt hat. Der Königstochter Elea redet er ein, Herkules (im Original: Goliath) sei für den Tod ihres Vaters verantwortlich; natürlich war er selbst der Auftraggeber des Mordes. Sie schafft es, sich auf das Schiff des Kriegshelden Herkules zu schmuggeln, der sich auf der Fahrt mit einem Meeresungeheuer auseinandersetzen muss, woraufhin das Schiff kentert. Nur wenige, darunter Herkules und Elea, können sich an einen Strand retten, müssen sich aber einer Amazonengruppe erwehren und kämpfen sich nach Beirath durch.
Trotz ihrer Verkleidung unternimmt Bokan sofort Schritte gegen sie; Herkules und Elea, die sich ineinander verliebt haben, können aber den Nachstellungen von Bokans Leuten entfliehen und klären die Bevölkerung über die wahren Ereignisse auf. Dann unterstützen sie die Menschen beim Sturz des Regimes.
Ein letzter Kampf findet im Tal der Riesen statt, wo Elea, die in den Kampfeswirren dem Leibgardisten Jagoran in die Hände fiel, wilden Tieren geopfert werden soll. Herkules weiß auch das zu verhindern.

## Kritik
„Der Aufwand an heulenden Ungeheuer-Attrappen, prunkvollen Palast-Szenen, Gladiatorenkämpfen und akrobatischem Schlachtgetümmel ist sehr beträchtlich, und wer solche Schaugepränge mit Moritaten schätzt, kommt voll auf seine Kosten.“

„Alle Zutaten des mythologisch-abenteuerlichen Genres sind vorhanden: eine Liebesgeschichte, das dynastische Problem, Intrigen, spektakuläre Kampfszenen mit milde abscheulichen Wesen, und natürlich der Triumph des Guten über das Böse. Hier in einem überflüssigen Film, der manchmal schon am Rande der Groteske steht.“

## Bemerkungen
Im Original der „naiven Abenteuerunterhaltung“ hört der Held auf den Namen Goliath, der nichts mit der biblischen Figur des Namens zu tun hat. Zudem war die deutsche Fassung nur 87 Minuten lang.
Die Studioszenen wurden in der Cinecittà, die Außenaufnahmen in Spanien gedreht.